# Sugár Mihály
Sugár Mihály, Stärk Miksa (Budapest, 1903. június 10. – Budapest, 1976. szeptember 27.) színész, táncos komikus. Sugár Leó és Sugár Gyula testvére.

## Életútja
Stärk Salamon cecei születésű szabómester és Lichter Róza fia. 1928-ban indult pályafutása a debreceni színháznál. 1936-tól 1939-ig vidéken szerepelt mint táncoskomikus, majd 1945 és 1949 között Szegeden, 1949–50-ben az Állami Bányász Színházban, 1950-től a Honvéd Színházban, 1957-től nyugdíjba vonulásáig a Vidám Színpadon játszott. Prózai szerepekben is láthatta a közönség. Jellemábrázoló képessége tragikus és komikus szerepekben is kiválóan érvényesült. 1940. november 13-án áttért az izraelitáról a katolikus vallásra, utóneve Mihály Miksára változott. 1945-ben Stärk családi nevét Sugárra változtatta.

## Fontosabb szerepei
- Harpagon (Molière: A fösvény)
- Bobcsinszkij (Gogol: A revizor)
- Miller (Schiller: Ármány és szerelem)
- Miska pincér (Kálmán Imre: A csárdáskirálynő)
- Sir Basil (Lehár Ferenc: Luxemburg grófja)